# 차이치창
차이치창(중국어 정체자: 蔡其昌, 병음: Cài Qíchāng, 한자음: 채기창, 1969년 4월 16일~)은 중화민국의 정치인이다. 타이중현 칭수이진 출신으로 2005년 타이중현 선거구 및 2012년 타이중시 제1선거구의 입법위원으로 당선되었다.